# Markus Goerisch

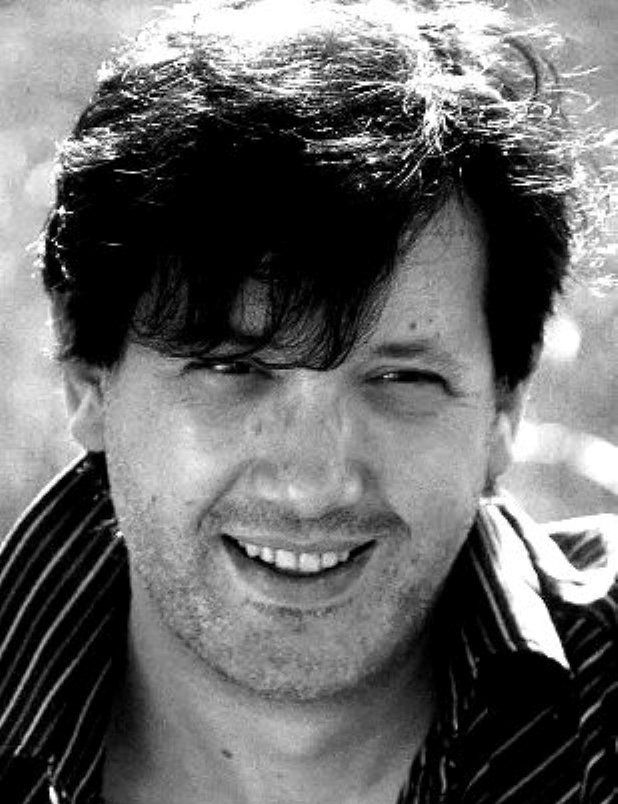
Markus Goerisch

Markus Goerisch (* 26. November 1961 in Darmstadt; † 30. Mai 2024) war ein deutscher Schauspieler und Regisseur.

## Leben
Markus Goerisch kam aus dem hessischen Darmstadt, verbrachte seine Jugend aber in Nordrhein-Westfalen. 1985 ging Goerisch nach München, um beim Gründer der heutigen Bayerischen Theaterakademie, General-Intendant August Everding, Musiktheater-Regie an der Hochschule für Musik und Theater München zu studieren.
Markus Goerisch inszenierte fürs Musik- und Sprechtheater und war seit 1995 auch als Dozent für szenischen Unterricht mit Schwerpunkt Musiktheater tätig. Er gab Workshops und Klassen im Bereich Lied-, Song-, Musical- und szenischer Interpretation. In Zusammenarbeit mit dem Kulturbüro der Nibelungenfestspiele Worms leitete Goerisch von 1999 bis 2001 die Open-air-Theater-Jugend-Reihe „Theater im Kreuzgang“ und initiierte und inszenierte Musiktheater für junges Publikum.
Von 1994 bis 2018 leitete Goerisch an der Stage & Musical School Frankfurt den Fachbereich Musical. Zu seinen  Schülern  zählen die Sängerin Helene Fischer, die Musical-Darsteller Riccardo Greco und Alexander Prosek sowie die Schauspielerin und Sängerin Christiane Klimt.
Markus Goerisch inszenierte für Theater und Festivals in Mainz, Mannheim, Frankfurt und München. Freilichterfahrung sammelte er u. a. durch Engagements bei den Schlossfestspielen Ettlingen (2007/2008) und den Burgfestspielen Alzenau, wo er im Jahr 2019 inszenierte.

## Inszenierungen (Auswahl)
- „ABBA Hallo!“ – von Markus Beisel, Oststadt Theater, Mannheim, 2008[6]
- „ABBA Hallo ² Wahnsinn hoch zwei!“ – von Markus Beisel, Oststadt Theater, Mannheim, 2009[7]
- „Das Lächeln einer Sommernacht — The best of Sondheim“ – Musical
- „Die Bremer Stadtmusikanten“ – Musiktheater für Kinder (Eigene Textfassung), „Theater im Kreuzgang“, Worms, 2000[8]
- „Die Schumann-Theater-Revue“ – verschiedene Autor*innen, Revue zur Geschichte des Frankfurter Schumann-Theaters (Kooperation mit dem Volkstheater Frankfurt), 2008[9][10]
- „Einmal nicht aufgepasst“ von Dietmar Jacobs und Lars Albaum, Oststadt Theater, Mannheim, 2006–2017[11][12]
- „Es war die Lerche“ – Komödie von Ephraim Kishon, Oststadt Theater, Mannheim, 2001[13]
- „Gypsy“ – Musical von Jule Styne
- „Hair“ – Musical von Gerome Ragni, James Rado und Galt MacDermot, Stage & Musical School Frankfurt, 2001
- „Hosenflattern“ – Schauspiel von Ray Galton und John Antrobus, mit Tatjana Lommel, Oststadt Theater, Mannheim, 2007[14]
- „Into the Woods“ von Stephen Sondheim, Stage & Musical School Frankfurt, 2012[15]
- „Jorinde und Joringel“ – Musiktheater für Kinder, „Theater im Kreuzgang“, Worms, 2001[16]
- „La Vie En Rose“ von Edith Piaf, Kurtheater Bad Homburg, 2011[17]
- „Männer“ – Liederabend von Franz Wittenbrink, Oststadt Theater, Mannheim, 2005[18]
- „Non(n)sens“ – Musical von Dan Goggin, Oststadt Theater, Mannheim, 2014[19][20]
- „Nur Kinder, Küche, Kirche“ – Schauspiel von Franca Rame und Dario Fo
- „Pension Schöller“ von Carl Laufs und Wilhelm Jacoby, Oststadt Theater, Mannheim, 2004[21]
- „Ronja Räubertochter“ – Theater für Kinder nach Astrid Lindgren: Burgfestspiele Alzenau, 2019[22]
- „Sekretärinnen“ – Liederabend von Franz Wittenbrink
- „Shirley Valentine oder Die heilige Johanna der Einbauküche“ – Monodram von Willy Russell
- „Signs“ („Lebenszeichen“) – Schauspiel von Jane Martin (mit Christiane Klimt), Gallus Theater, Frankfurt, 2003[23]
- „Zimmer frei“ – Schauspiel von Markus Köbeli, Oststadt Theater, Mannheim, 2000[24]